# Philipp August Kulenkamp
Philipp August Kulenkamp (* 1710 in Halberstadt; † 21. Oktober 1797 in Rinteln) war ein deutscher Jurist.

## Leben

### Familie
Philipp August Kulenkamp war der Sohn des  Oberappellationsgerichtsrats Michael Kulenkamp (* 12. April 1678 in Bremen; † 2. März 1743 in Kassel) und dessen Ehefrau Katharina Elisabeth († 10. Oktober 1724), Tochter des preußischen Landrats Henning Dietrich, und Witwe des Magisters Lonicer in Halberstadt. Zu seinen Geschwistern gehörte unter anderem sein Bruder Friedrich Wilhelm Kulenkamp (* 20. März 1714 in Halberstadt; † 7. Juni 1799 in Witzenhausen), Kammerrat.
Sein Neffe war der Kasseler Oberappellationsgerichtsrat Elard Johannes Kulenkamp.

### Werdegang
Philipp August Kulenkamp begann am 1. November 1728 mit einem Studium der Rechtswissenschaften an der Universität Marburg.
Nach Beendigung des Studiums wurde er königlich-preußischer Kriegskommissar in Bielefeld, bevor er Steuerrat in Kassel wurde, so war er 1745 unter anderem Steuerrektifikationskommissar.
Aufgrund von Ermittlungen gegen ihn musste er am 15. März 1754 seinen Dienst quittieren.
Unter der Regierung des Landgrafen Friedrich II. erhielt er 1760 erneut eine Anstellung bei der Rintelner Regierung der Landgrafschaft Hessen-Kassel als Kriegs- und Domänenrat in der Polizeikommission und im Kommerzkollegium sowie beständiger Korreferent in den Kameral-, Jagd- und Forst-Prozessen der Regierung. 1786 wurde er pensioniert.